# Mate de coca

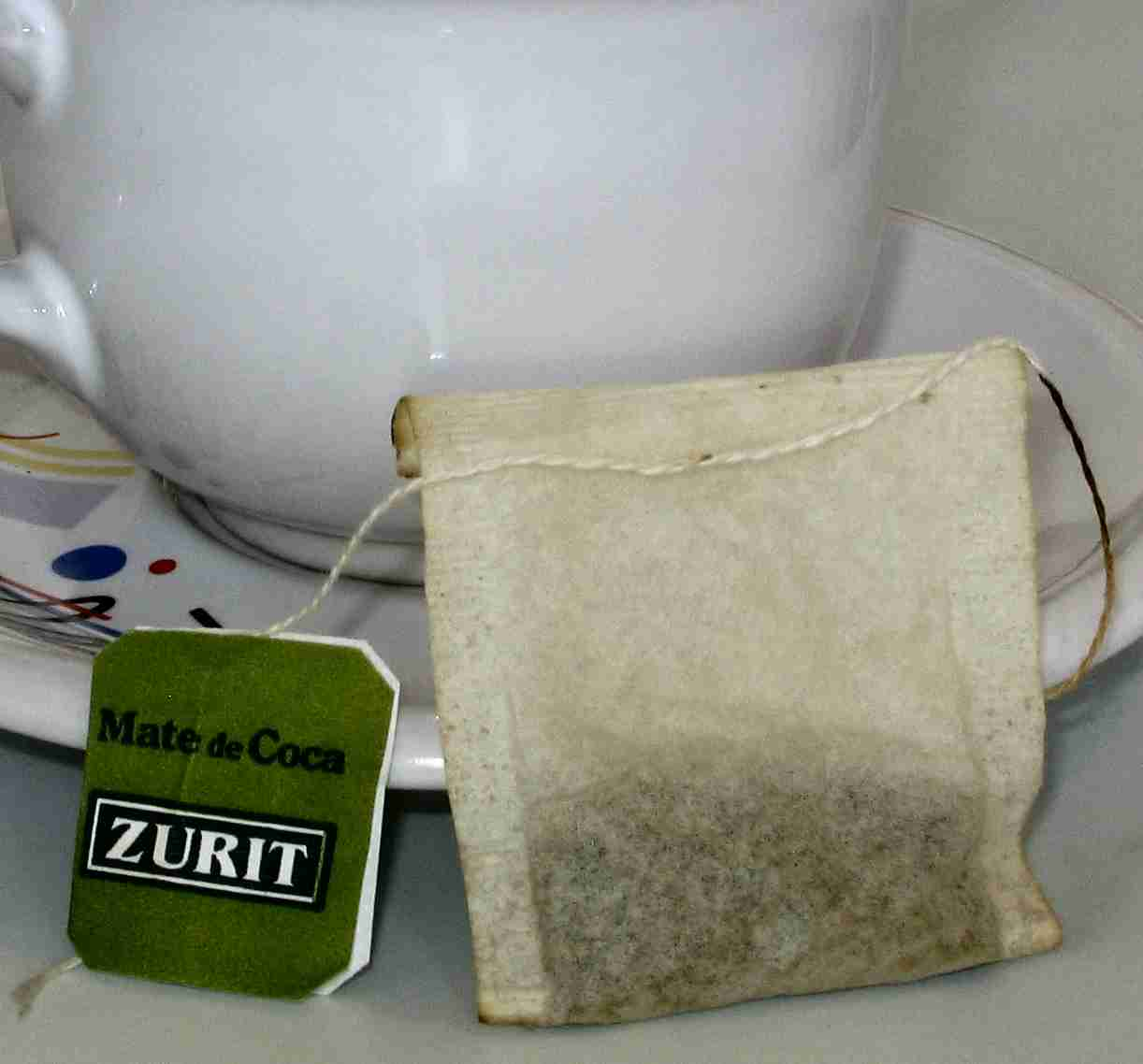
Mate de coca en saquito.

El mate de coca o té de coca (del quechua kuka mat'i) es una infusión de hojas de coca de las regiones andinas de Bolivia y de Perú, cuya presencia abarca también a otros países andinos como Ecuador y el norte de Chile, así como también zonas de Colombia y todo el norte de Argentina.
El mate de coca es una bebida consumida ya sea tanto como estimulante como para curar el soroche o mal de montaña. Posee, además, un valor simbólico. La bebida produce un efecto energizante similar al del café.
La venta y consumo de las hojas de coca es legal en el Perú, Colombia y Bolivia, siendo también muy común en el norte de Argentina. Es habitual en los restaurantes, al finalizar la comida, ofrecer un mate de coca en saquitos o bolsitas para estimular la digestión. Puede ser endulzado con azúcar o miel.

## Plantas utilizadas
Por lo general, se utilizan cuatro variedades de plantas de la familia de las Erythroxylaceae: E. coca var. coca, E. coca var. ypadu, E. novogranatense var. novogranatense y E. novogranatense var. truxillense.

## Características
La infusión conserva algunas de las propiedades farmacológicas de la hoja de coca y la comercialización en bolsas filtrantes es legal en Perú y Bolivia, al igual que la harina de coca.
El té es de color verde amarillento y tiene un ligero sabor amargo, algo parecido al del té verde, pero con un sabor ligeramente más dulce natural.

## Estudios

### Alcaloides presentes
Un estudio de 1996 determinó la presencia de los siguientes alcaloides en el mate de coca elaborado con filtrantes de hoja de coca de Bolivia y Perú: cocaína, benzoilecgonina, ecgonina metil éster y trans-cinamoilcocaína.

### Cantidad de cocaína
Investigaciones de 1996 y 2011 han determinado que por una bolsita de hojas de coca (1 gr de hoja), se extraen en promedio 4.14 mg (bolsa de Perú) y 4.29 mg (bolsita de hojas de coca de Bolivia) de cocaína, cantidades muy por debajo de la dosis letal de cocaína que va de 0.5 a 1.5 g.

## Usos en Sudamérica

### Uso medicinal
El consumo de mate de coca es común en varios países de Sudamérica. Muchos pueblos indígenas de las montañas de los Andes emplean el té con fines medicinales y religiosos.
El consumo de mate de coca, así como el mascado de las hojas de coca, incrementa la absorción del oxígeno en la sangre y con ello combate el mal de montaña y ayuda a la digestión; además, es carminativo (es decir, al igual que el cardamomo, el comino, la menta y el anís, etc.) que favorece la expulsión de gases del tubo digestivo).
La harina de coca (hojas de coca molidas finamente) puede emplearse como el café en una máquina de café, para obtener un té más fuerte y concentrado.

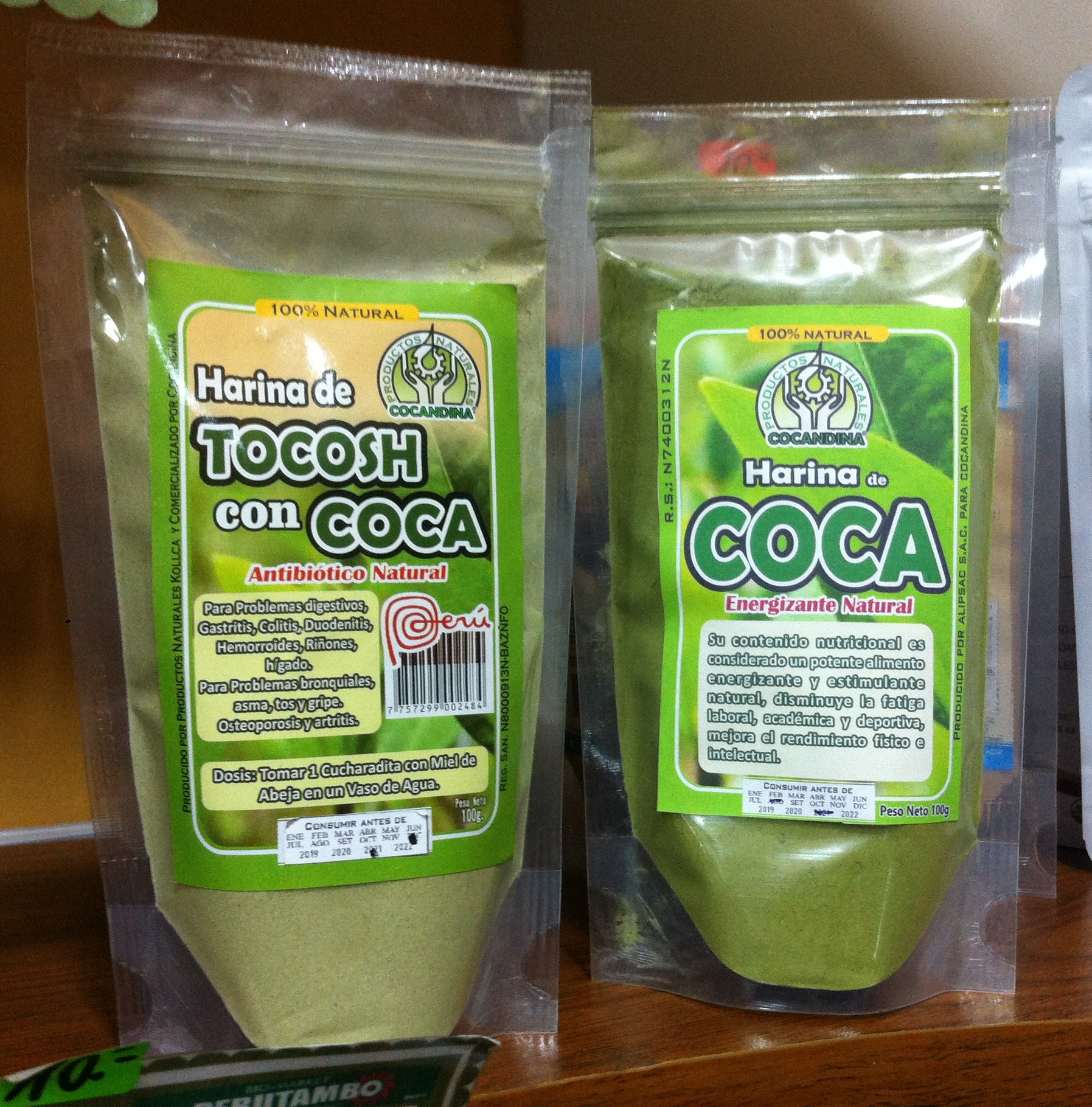
Harina de coca en paquete.

### Turismo
En la "Ruta del Inca" a Machu Picchu los guías ofrecen frecuentemente en cada comida mate de coca, pues alivia el mal de montaña.